# Nele Schmitt
Nele Schmitt (* 11. Februar 2001 in Bliedersdorf) ist eine deutsche Beachvolleyballspielerin.

## Karriere
Schmitt ist die Tochter der Volleyball- und Beachvolleyballspielerin Silke Schmitt, die in der Halle und im Sand deutsche Meisterin wurde und Nationalspielerin war. Sie begann ihre eigene Karriere beim TuS Jork und spielte dann im Nachwuchs von VT Aurubis Hamburg. Danach wechselte sie zum Beachvolleyball. Von 2015 bis 2017 spielte sie diverse Nachwuchsturniere mit wechselnden Partnerinnen. 2018 bildete sie ein Duo mit Emily Günter. Bei der Techniker Beach Tour 2018 nahm das Duo in Sankt Peter-Ording an der Qualifikation teil. 2019 spielte Schmitt zunächst mit Chenoa Christ und Lea Sophie Kunst. Mit Anna-Lena Grüne wurde sie auf der Techniker Beach Tour 2019 Neunte in Nürnberg und kam auf den 13. Platz in Dresden. Anschließend spielte sie mit Paula Schürholz und wurde deutsche Vizemeisterin der U20 und U19.
2020 kam sie in der Beach-Liga für zwei Tage als Ersatzspielerin mit Sarah Overländer zum Einsatz. Beim Turnier der Comdirect Beach Tour 2020 in Hamburg spielte sie mit Hanna-Marie Schieder, schied aber schon in der Vorrunde aus. Im Januar/Februar 2021 nahmen Grüne/Schmitt an der ersten Ausgabe der German Beach Trophy in Düsseldorf teil. Dort erreichten sie das Playoff-Viertelfinale, das sie gegen die späteren Siegerinnen Nadine und Teresa Strauss verloren.
2021 war Lea Sophie Kunst ihre Partnerin. Kunst/Schmitt belegten bei der U22-Europameisterschaft im österreichischen Baden Platz neun. Beim nationalen „King of the Court“-Turnier in Hamburg wurden sie Dritte. Über die German Beach Tour 2021 qualifizierten sie sich für die deutsche Meisterschaft in Timmendorfer Strand, bei der sie Platz dreizehn belegten. Anschließend nahmen sie an zwei 1-Stern-Turnieren der FIVB World Tour in den Niederlanden teil und belegten die Plätze drei (in Apeldoorn) und siebzehn (in Nijmegen).
Mit Melanie Paul qualifizierte sich Schmitt über die German Beach Tour 2022 erneut für die deutsche Meisterschaft und wurde hier Siebte. Außerdem erreichten Paul/Schmitt auf der World Beach Pro Tour 2022 beim Future-Turnier in Cortegaça den zweiten Platz.
2023 spielte Schmitt erneut mit Schürholz und erreichte zum dritten Mal in Folge die deutsche Meisterschaft. 2024 war Sophie Apel und 2025 Lena Rößler ihre Partnerin.